# Desaparició forçosa

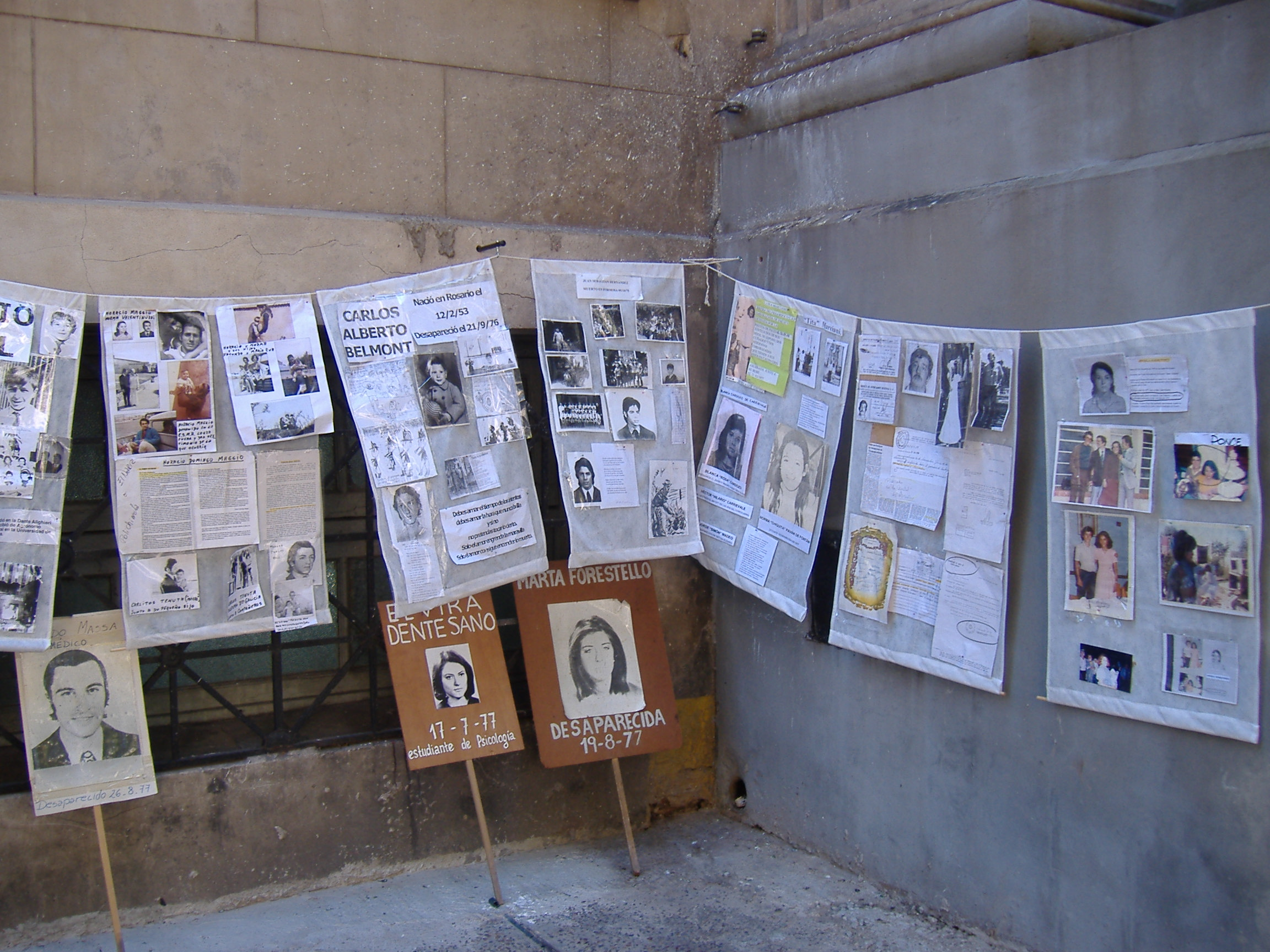
Cartells exhibits en Rosario (Argentina) el 2006 en homenatge a detinguts-desapareguts víctimes de la dictadura militar coneguda com Procés de Reorganització Nacional

La desaparició forçosa, també anomenada desaparició forçada, és un tipus de delicte complex que suposa la violació de múltiples drets humans i que, comès en determinades circumstàncies, constitueix també un crim contra la humanitat; les seves víctimes en conegudes com a persones desaparegudes o, també, com a detingudes-desaparegudes. El crim de desaparició forçada, definit en texts internacionals i la legislació penal de diversos estats, està caracteritzat per la privació de la llibertat d'una persona per part d'agents de l'estat o grups d'individus que actuen amb el seu suport, seguida de la negativa a reconèixer cap privació de la llibertat o el destí de la víctima, amb el fi de sostreure-la de la protecció de la llei. L'assassinat de la persona detinguda-desapareguda, que sol ocórrer després d'un captiveri amb tortures en algun lloc amagat, pretén afavorir la impunitat dels responsables, que actuen amb el fi d'intimidar o aterrir la comunitat o col·lectiu social al qual pertany la persona. Els efectes de la desaparició forçada perduren mentre no es resol el destí o ubicació de les persones, prolongant i amplificant el sofriment i seqüeles psicològiques dels seus familiars i coneguts.

## Exemples
ONG com Amnistia Internacional o Human Rights Watch publiquen en els seus informes anuals el nombre de casos coneguts de desaparició forçada.
Alguns dels països amb casos de desaparicions són:
- Alemanya, durant el Tercer Reich, no solament a Alemanya sinó també als països ocupats.
- Algèria, durant la Guerra Civil.
- Argentina, durant la Guerra Bruta i l'Operació Còndor.
- Brasil, durant la dictadura militar.
- Colòmbia, amb el Conflicte armat.
- Corea del Nord, on es produeixen desaparicions de nord-coreans després de la detenció sense cap contacte o explicació als familiars dels detinguts.
- El Salvador, amb la Guerra Civil.
- Espanya, durant la Guerra Civil i la dictadura de Franco. En detall més avall.
- Estats Units, en la seva Guerra contra el terrorisme.
- Guatemala, durant la Guerra Civil.
- Índia, en el conflicte al Panjab.
- Iran, seguint les protestes estudiantils de juliol de 1999.
- Iraq, almenys desenes de milers de persones van desaparèixer sota el règim de Saddam Hussein.
- Irlanda del Nord, assassinats i enterrats en secret durant el conflicte nord-irlandès.
- Marroc/Sàhara Occidental, el cas més famós de la desaparició forçada al Marroc és la del dissident polític Mehdi Ben Barka. Les desaparicions entre 1976 i 1987 al Sàhara Occidental (majoritàriament controlat pel Marroc) on hi ha hagut acusacions formulades contra alguns caps militars marroquins.
- Mèxic, en la Guerra contra el narcotràfic. D'acord amb la Comissió Nacional de Drets Humans (CNDH), entre 2006 i 2011, 5.397 persones havien desaparegut. Entre 2006 i 2014 van desaparéixer uns 6.725 menors d'edat, segons la Red por los Derechos de la Infancia en México (Redim).[3]
- Pakistan, les desaparicions van començar a ser al·legades després de la invasió nord-americana de l'Afganistan el 2001; amb més de 5.000 casos denunciats de desaparició al Pakistan.
- Romania, durant el règim comunista de Nicolae Ceausescu.
- Rússia, els grups de drets russos estimen que hi ha hagut al voltant de 5.000 desaparicions a Txetxènia des de 1999.
- Síria, els casos de desaparició a Síria van començar quan mor president sirià Hafez al-Assad.
- Sri Lanka, d'acord amb un estudi de les Nacions Unides de 1999, Sri Lanka és el país que té el segon major nombre de persones desaparegudes en el món (el primer és l'Iraq).
- Tailàndia, el 12 de març de 2004, l'advocat activista musulmà Somchai Neelapaijit va ser segrestat per la policia tailandesa i el van desaparèixer.
- Turquia, grups turcs de drets humans acusen les forces de seguretat turques de ser responsable de la desaparició de més de 1.500 civils de la minoria kurda en les dècades dels anys 1980 i 1990,.
- Xile, amb la presa del poder d'Augusto Pinochet i l'Operació Còndor.
- Xina, amb una xifra entre 20.000 i 200.000 nens desapareixen a l'any.[4]

### Estimació dels desapareguts del franquisme
Segons les dades aportades en l'acte de l'Audiència Nacional de 16 d'octubre de 2008,
i en absència de tota investigació oficial efectiva i independent de totes les fosses localitzades fins al moment per part de l'Estat, cal assenyalar les següents dades de desapareguts en fosses comunes:
| Andalusia                      | 32.289  | Almeria 373, Cadis 1.665, Còrdova 7.091, Granada 5.048, Huelva 3.805, Jaén 3.253, Màlaga 7.797, Sevilla 3.257              |
| Aragó                          | 10.178  | Osca 2.061, Terol 1.338, Saragossa 6.779                                                                                   |
| Astúries                       | 1.246   | Gijón 1.246 |
| Illes Balears                  | 1.777   | Mallorca 1.486, Menorca 106, Eivissa i Formentera 185                                                                      |
| País Basc                      | 9.459   | Àlaba 100, Guipúscoa 340, Biscaia 369, dades del Govern Basc 8650                                                          |
| Canàries                       | 262     | Gran Canària 200, Tenerife 62                                                                                              |
| Cantàbria                      | 850     | |
| Castella - la Manxa            | 7.067   | Albacete 1.026, Ciudad Real 1.694, Conca 377, Toledo 3970                                                                  |
| Castella i Lleó                | 12.979  | Àvila 650, Burgos 4.800, Lleó 1.250, Palència 1.180, Salamanca 650, Segòvia 370, Sòria 287, Valladolid 2.555, Zamora 1.237 |
| Catalunya                      | 2.400   | |
| Ceuta, Melilla i Nord d'Àfrica | 464     | |
| Extremadura                    | 10.266  | |
| Galícia                        | 4.396   | |
| Madrid                         | 2.995   | |
| Múrcia                         | 855     | |
| Navarra                        | 3.431   | |
| La Rioja                       | 2.007   | |
| País Valencià                  | 4.345   | Alacant 742, Castelló 1.303, València 2.300                                                                                |
| Altres territoris              | 7.000   | |
| Total                          | 114.266 | |

El nombre total final va ser corregit i ampliat en el transcurs de les actuacions, arribant a un total de 143.353.